# الفردوس في المسيحية

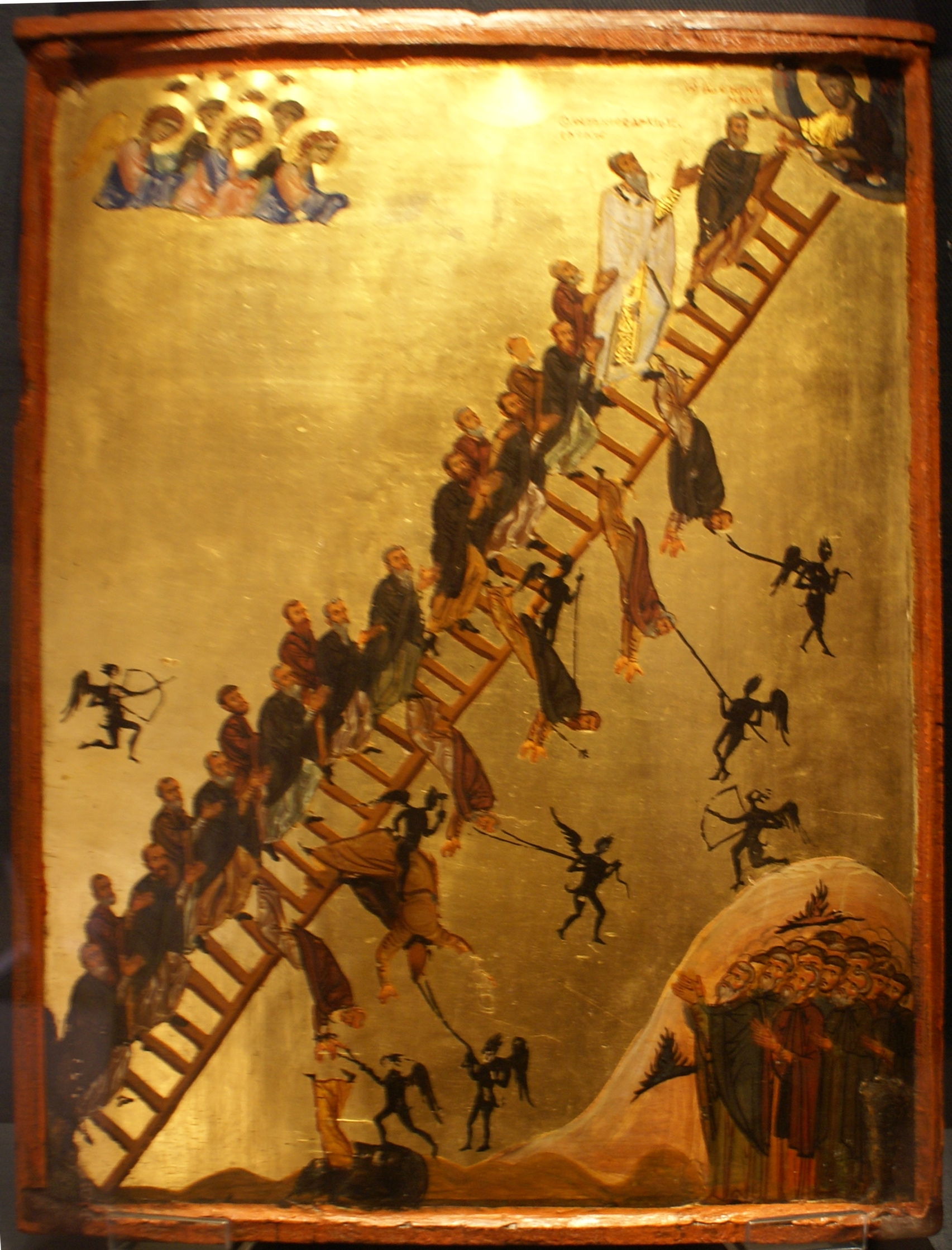
سلم الصعود الإلهي في دير سانت كاترين بجبل سيناء

الفردوس (او الملكوت او السماء، ويفرق عن الجنة الذي هو تعبير اسلامي) في المسيحية هو موقع عرش الله وملائكته، وفي معظم الطوائف المسيحية هي مسكن الأموات الابرار في حياة الآخرة. في بعض الطوائف يتم فهمها على أنها مرحلة مؤقتة قبل قيامة الأموات وعودة المؤمنين إلى ملكوت الله، اي الارض الجديدة والسماء الجديدة.

## الكتاب
في الكتاب المقدس، توجد مفاهيم حول علم الآخرة، وملكوت السماوات، وقيامة الأموات، خاصة في سفر الرؤيا وفي 1 كورنثوس 15.
في سفر أعمال الرسل، صعد يسوع إلى السماء حيث، كما ينص قانون الإيمان، ويجلس الآن عن يمين الآب وسيعود إلى الأرض في المجيء الثاني. وفقًا لتعاليم الكاثوليكية والأرثوذكسية، يقال إن مريم والدته قد انتقلت إلى السماء دون فساد جسدي، ويتم تبجيلها كملكة السماء.